# Oezdemirus famelicus
Oezdemirus famelicus är en stekelart som först beskrevs av Cresson 1868.  Oezdemirus famelicus ingår i släktet Oezdemirus och familjen brokparasitsteklar. Inga underarter finns listade i Catalogue of Life.